# Vitorino das Donas
Vitorino das Donas é uma localidade portuguesa sede da Freguesia de Vitorino das Donas do Município de Ponte de Lima, freguesia com 4,26 km² de área e 979 habitantes (censo de 2021), tendo, por isso, uma densidade populacional de 229,8 hab./km².

## Demografia
A população registada nos censos foi:
| Distribuição da População por Grupos Etários | Distribuição da População por Grupos Etários | Distribuição da População por Grupos Etários | Distribuição da População por Grupos Etários | Distribuição da População por Grupos Etários |
| -------------------------------------------- | -------------------------------------------- | -------------------------------------------- | -------------------------------------------- | -------------------------------------------- |
| Ano                                          | 0-14 Anos                                    | 15-24 Anos                                   | 25-64 Anos                                   | > 65 Anos                                    |
| 2001                                         | 201                                          | 164                                          | 531                                          | 163                                          |
| 2011                                         | 160                                          | 132                                          | 575                                          | 184                                          |
| 2021                                         | 110                                          | 118                                          | 503                                          | 248                                          |

## Património
- Portal em estilo barroco, na quinta conhecida por Torre da Passagem ou Quinta da Torre das Donas, arquitectado pelo Nicolau Nazoni e proveniente do Palácio do Freixo.
- Paço de Vitorino.
- Casa da Fonte da Bouça (incluindo quinta, Tapada e anexos agrícolas.